# Rob Caggiano
Robert „Rob“ Caggiano (* 7. listopadu 1976 Bronx) je americký kytarista a producent, od roku 2013 hlavní kytarista skupiny Volbeat. Dříve působil v thrashmetalové skupině Anthrax.

## Životopis
První profesionální kapela, ve které Caggiano hrál, byla numetalová Boiler Room, založená v roce 1996. Po živém vystoupení v roce 1999, kdy hráli jako předskokani Orgy, se o ně začalo zajímat vydavatelství Roadrunner Records. Po několika odkladech nakonec debutové album s názvem „Can't Breathe“ vyšlo pod vydavatelstvím Tommy Boy Records. Brzy po jeho vydání (v létě roku 2000) se však kapela rozpadla.
V roce 2001 se stal členem kapely Anthrax. Odešel v roce 2005, kdy se obnovila sestava z dob alba Among the Living, v roce 2007 se s opětovným rozpadem této sestavy vrátil. Účinkoval na studiových albech We've Come for You All a Worship Music, dále na kompilačním albu Greater of Two Evils a živém albu Music of Mass Destruction. Účastnil se také „The Big 4“ turné v letech 2010/2011, kromě Anthrax ještě se skupinami Metallica, Megadeth a Slayer. Koncert z Bulharska (ze Sofie) byl promítán v kinech po celém světě a v listopadu 2010 vyšel i na DVD.
4. ledna 2013 bylo oznámeno, že skupinu Anthrax opustil, aby se mohl nějakou dobu věnovat produkci, než se rozhodne pro nový směr své kariéry. O svém rozhodnutí řekl: „Je to pro mě nesmírně těžké a emotivní rozhodnutí, ale srdce mi momentálně ukazuje jiný směr, kterým bych se chtěl vydat. Vždycky jsem se řídil svými pocity, a přestože je tohle jedno z nejtěžších rozhodnutí v mém životě, tak cítím, že je správné.“
O měsíc později, 4. února, bylo oznámeno, že se Caggiano připojil k dánské skupině Volbeat jako hlavní kytarista. Do skupiny byl pozván jen jako producent pro jejich nové album Outlaw Gentlemen & Shady Ladies, ale po dvou týdnech nahrávání se stal členem. Současně se připojil k nově vzniklé kapele s názvem Temple of the Black Moon.

## Diskografie
Anthrax
- We've Come for You All
- Music of Mass Destruction
- The Greater of Two Evils
- Worship Music

Boiler Room
- Can't Breathe

The Damned Things
- Ironiclast

Volbeat
- Outlaw Gentlemen & Shady Ladies
- Seal the Deal & Let's Boogie
- Rewind, Replay, Rebound